# 권소라
권소라는 대한민국의 드라마 작가이다. 

## 극본

### 드라마
- 2012년 ~ 2013년  KBS2 일일시트콤 《패밀리》(공동집필)
- 2015년  중국 후난위성TV 드라마 《상애천사전선 1》(공동집필)
- 2015년  네이버 TV 웹드라마 《옐로우》(공동집필)
- 2016년  tvN 금토드라마 《안투라지》(공동집필)
- 2018년  OCN 수목미니시리즈 《손 the guest》(공동집필)
- 2021년  tvN 토일미니시리즈 《불가살》(공동집필)